# 2008年世界音樂獎
第20屆世界音樂獎在2008年11月9日於摩納哥舉行。獎項頒發是以該年度全球銷售量決定。典禮主持人為演員傑西·麥特卡爾菲與歌手蜜雪兒·威廉絲（Michelle Williams）。

## 獎項

### 全球最暢銷唱片藝人
- 酷玩樂團[2]

### 全球最暢銷女歌手
- 里歐娜·路易斯 [1]

### 全球最暢銷流行男歌手
- 搖滾小子

### 全球最暢銷流行/搖滾女歌手
- 黛菲
- 紅粉佳人
- 艾美·懷絲
- 凱蒂·佩芮 [1]

### 全球最暢銷流行/搖滾男歌手
- 搖滾小子
- 安立奎
- 詹姆仕·布朗特
- 麥可·傑克遜 [1]

### 全球最暢銷搖滾藝人
- 酷玩樂團
- 金屬製品
- 里昂王族
- R.E.M. [1]

### 全球最暢銷節奏藍調女歌手
- 艾莉西亞·凱斯
- 里歐娜·路易斯
- 蕾哈娜
- 瑪麗亞·凱莉 [1]

### 全球最暢銷節奏藍調男歌手
- 克里斯小子[2]
- 尼歐
- 亞瑟小子
- 羅賓·西克（Robin Thicke）

### 全球最暢銷節奏藍調新人
- 艾絲黛兒[2]

### 全球最暢銷新人
- 黛菲
- 里歐娜·路易斯
- 艾絲黛兒
- 凱蒂·佩芮 [1]

### 全球最暢銷嘻哈/饒舌藝人
- 肯伊·威斯特
- 小韋恩
- T.I.
- 提潘[1]

### 全球最佳DJ
- 羅倫·沃夫（Laurent Wolf）
- 馬汀·蘇維格（Martin Solveig）
- 提雅斯多
- 法蘭基·奈克魯斯 [1]

### 全球最暢銷拉丁表演者
- 安立奎[3]
- 葛洛莉雅·伊斯特芬
- 夏奇拉
- 路易斯·馬吉爾（Luis Miguel）

## 傳奇獎

### 鑽石獎
- 林哥·史達[2]

### 藝術傑出貢獻獎
- 碧昂絲[2]

### 特別成就獎
- 瑪麗亞·凱莉

### 音樂產業傑出貢獻獎
- L.A. Reid（英语：L.A. Reid）[2]

### 區域獎
- 全球最暢銷俄羅斯藝人：Filipp Kirkorov（英语：Filipp Kirkorov）
- 全球最暢銷非洲藝人：阿肯
- 全球最暢銷美國藝人：瑪丹娜
- 全球最暢銷澳洲藝人：黛兒塔
- 全球最暢銷比荷盧藝人：凱特·萊恩
- 全球最暢銷英國藝人：酷玩樂團
- 全球最暢銷加拿大藝人：席琳·狄翁
- 全球最暢銷法國藝人：Christophe Mae（英语：Christophe Mae）
- 全球最暢銷德國藝人：醫生樂隊
- 全球最暢銷愛爾蘭藝人：手創樂團
- 全球最暢銷義大利藝人：Jovanotti（英语：Jovanotti）
- 全球最暢銷日本藝人：放浪兄弟
- 全球最暢銷中東藝人：南希·阿吉莱姆
- 全球最暢銷奈及利亞藝人：2Face（英语：2Face）
- 全球最暢銷挪威藝人：Madcon（英语：Madcon）
- 全球最暢銷西班牙藝人：安立奎
- 全球最暢銷瑞典藝人：低頻獵人[來源請求]

## 外部連結
- 官方網站（页面存档备份，存于）